# Луї Леруа
Луї Леруа (фр. Louis Leroux, нар. 23 січня 2006, Ле-Лонжрон, Франція) — французький футболіст, півзахисник клубу «Нант».

## Ігрова кар'єра

### Клубна
Луї Леруа починав займатися футболом у своєму рідному місті Ле-Лонжрон. Пізніше він приєднався до молодіжної команди клубу Ліги 1 «Нант», з яким підписав професійний контракт до 2026 року.
З 2023 року Леруа почав грати за другий склад «Нанта» у Другому Національному дивізіоні. Перед сезоном 2024/25 футболіста було внесено доя заявки першої команди. 31 серпня 2024 року півзахисник дебютував в першій команді, коли вийшов на заміну у другому таймі матчу чемпіонату Франції проти «Монпельє».